# Einar Beyron
Einar Oscar Beyron, född 24 februari 1901 i Malmö Sankt Pauli församling, Malmöhus län, död 26 mars 1979 i Oscars församling, Stockholms län, var en svensk operasångare (tenor), hovsångare, sångtextförfattare och teaterregissör. Han var bror till Henry Beyron.

## Biografi
Beyron studerade sång i Köpenhamn, Berlin och vid Kungliga Musikhögskolan i Stockholm. Efter studierna debuterade han 1923 vid Stora Teatern i Göteborg där han därefter anställdes och gjorde operettroller.
John Forsell engagerade honom till Kungliga Operan 1926, där han under mer än 25 år var operans förstetenor. Beyron gjorde bland annat rollerna Pelléas i Pelléas och Mélisande och Calaf i Turandot vid de svenska premiärerna. Framträdde så sent som 1969 i Östra Husby kyrka, Vikbolandet, tillsammans med hustrun Brita Hertzberg under orgelackompajemang av Dag Kyndel.
Han var verksam som regissör i både Sverige och övriga Skandinavien, och gästspelade som sångare i hela Europa och USA. Bland annat sjöng han Tristan mot Kirsten Flagstads Isolde på La Scala i Milano.
Han var från 1932 gift med operasångaren Brita Hertzberg och de fick dottern operasångaren Catarina Ligendza.

## Priser och utmärkelser
- 1942 – Hovsångare
- 1947 – Ledamot nr 654 av Kungliga Musikaliska Akademien
- 1971 – Medaljen för tonkonstens främjande

## Diskografi
- Brita Hertzberg, Einar Bejron [Beyron] 1928–1945. Hamburger Archiv für Gesangskunst. HAFG 10031. (www.hafg.de)
- Brita Hertzberg, Einar Beyron. EMI 7 C 053-35416.
- Wagner, Tristan und Isolde (utdrag), Kirsten Flagstad, Einar Beyron. La Scala, Milano 1947. Dir. V. de Sabata. Urania URN 22.105.

## Filmografi
- 1927 – Ungdom
- 1932 – Modärna fruar
- 1941 – I paradis ...
- 1946 – Klockorna i Gamla Sta'n

## Teater

### Roller (ej komplett)
| År   | Roll                      | Produktion                                                    | Regi         | Teater            |
| ---- | ------------------------- | ------------------------------------------------------------- | ------------ | ----------------- |
| 1927 | Fritz                     | Klangen i fjärran                                             |              | Kungliga Operan   |
| 1945 | Överste Octavio           | Giuditta Franz Lehár, Paul Knepler och Fritz Löhne-Beda       | Oscar Winge  | Malmö stadsteater |
| 1954 | Edwin Ronald              | Csardasfurstinnan Emmerich Kálmán, Leo Stein och Béla Jenbach | Egon Larsson | Oscarsteatern     |
| 1954 | Greve Danilo              | Glada änkan Franz Lehár, Victor Léon och Leo Stein            | Lars Egge    | Oscarsteatern     |
| 1956 | Domare Aristide Forestier | Can-Can Cole Porter och Abe Burrows                           | Ivo Cramér   | Oscarsteatern     |

### Regi
| År   | Produktion                | Teater        |
| ---- | ------------------------- | ------------- |
| 1953 | Sista valsen Oscar Straus | Oscarsteatern |

## Bilder

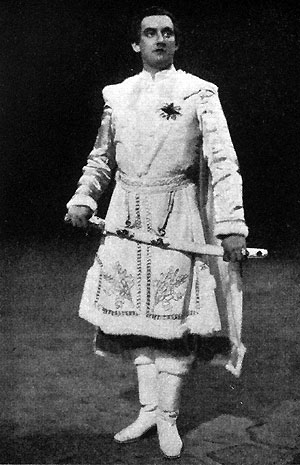
Som Simon i Tiggarstudenten 1927.
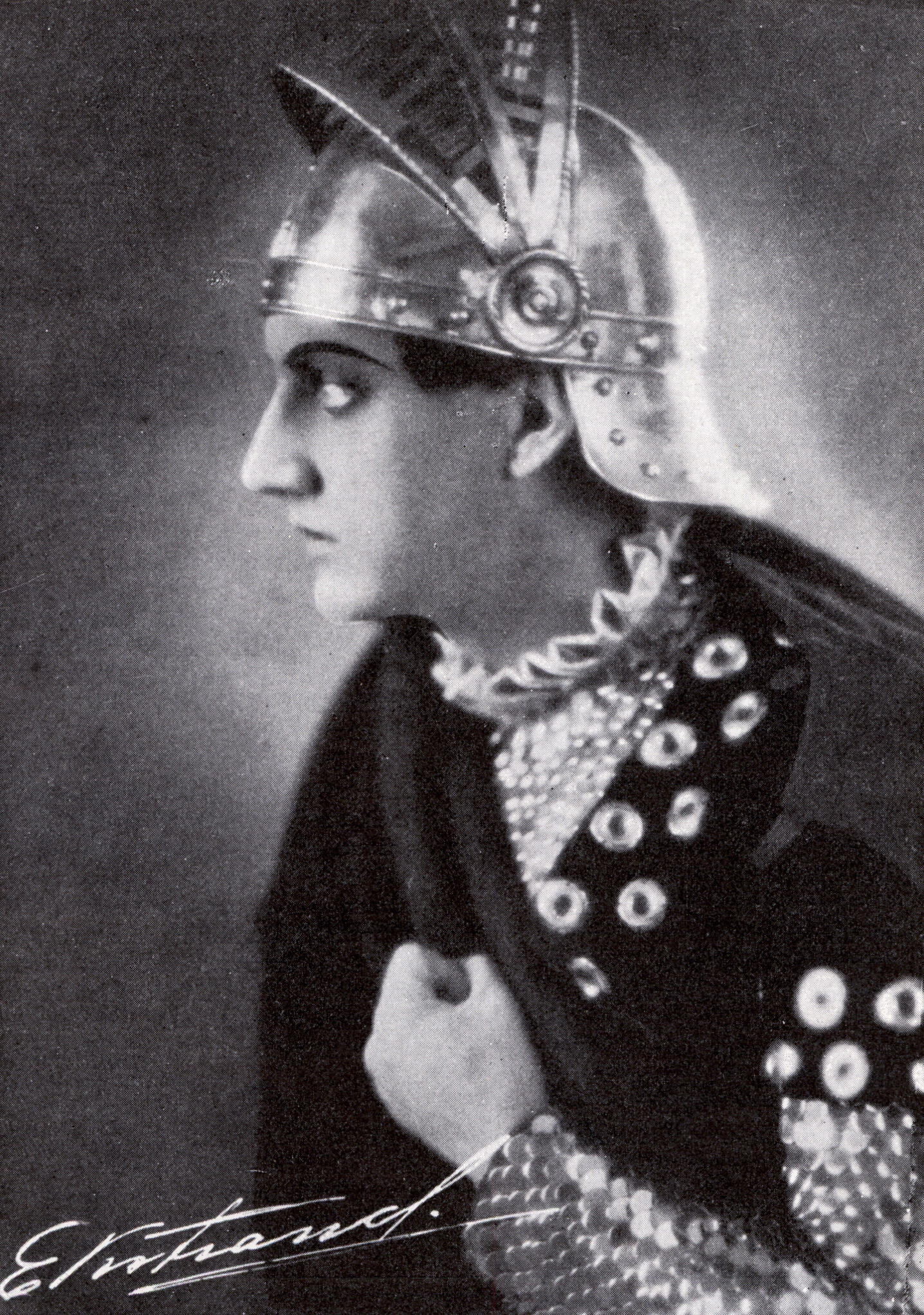
Som Manrico i Trubaduren Foto i Scenen.
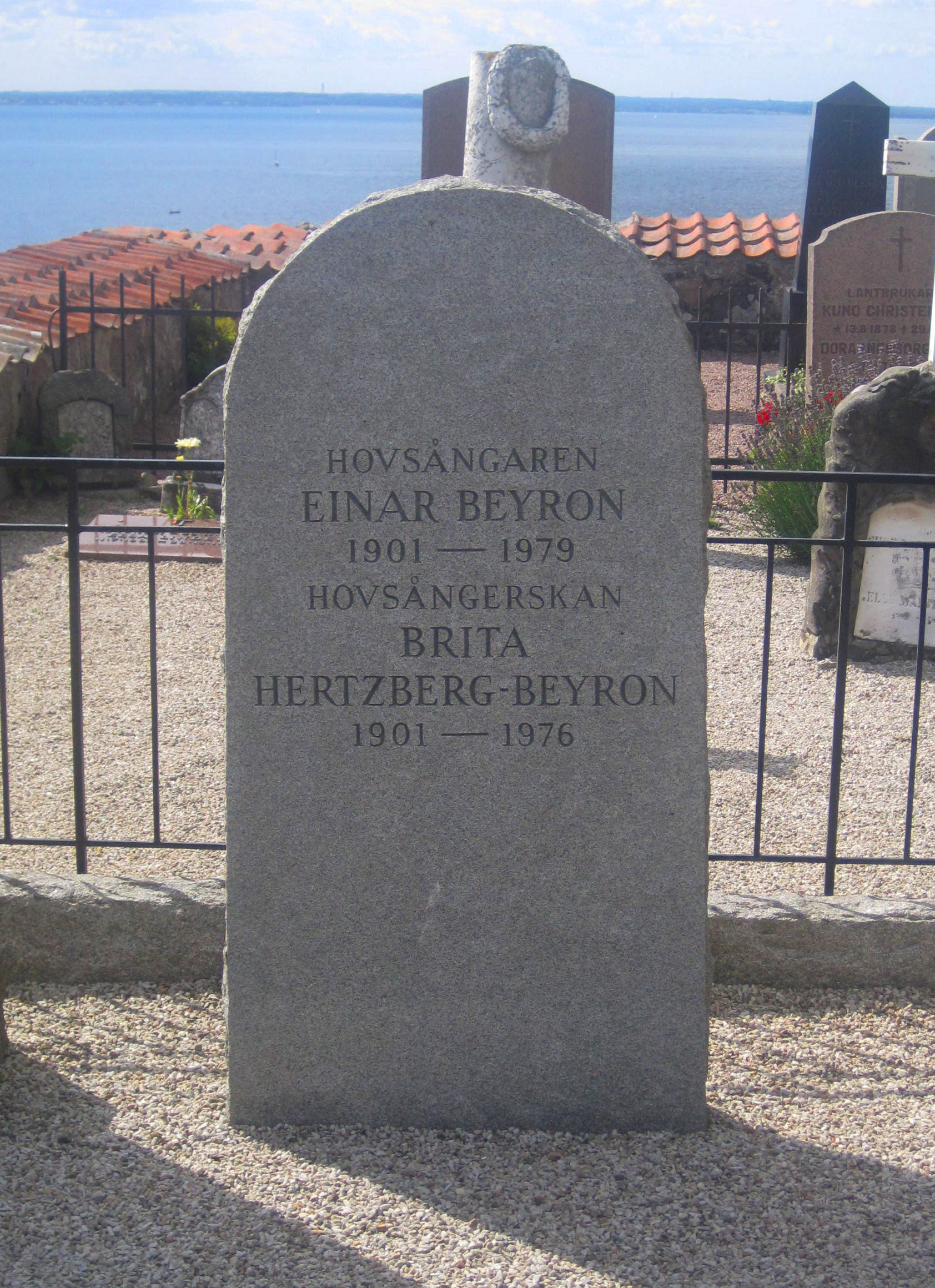
Einar Beyrons och makan Brita Hertzbergs grav vid Sankt Ibbs gamla kyrka.